# Domherrenhof (Meißen)

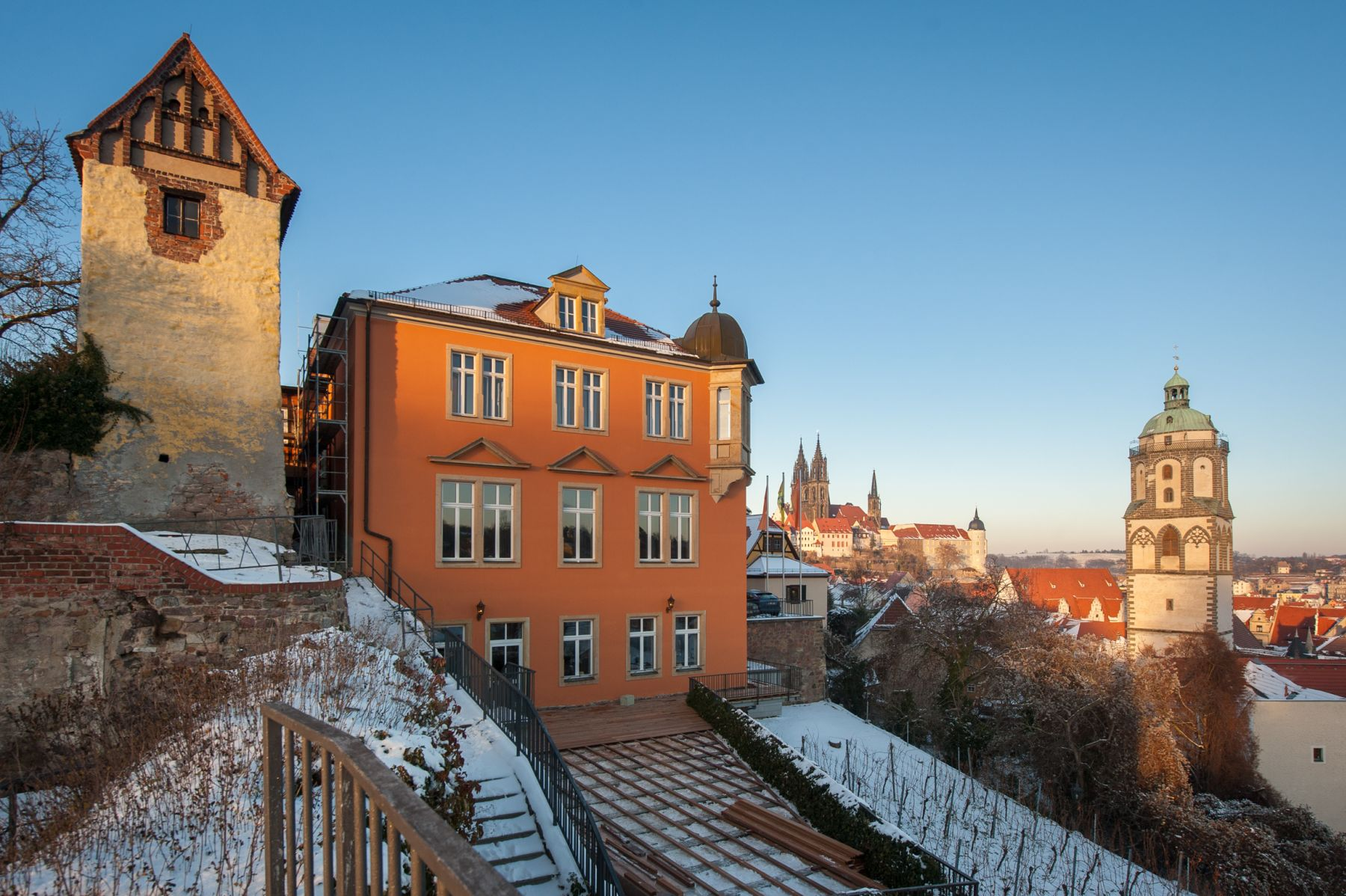
Domherrenhof in Meißen

Der Domherrenhof ist ein denkmalgeschütztes Gebäude in Meißen am Burgberg in der Altstadt.
Wehrturm und Weinkeller gehören zum Befestigungswerk der sogenannten Afra- und Domfreiheit aus dem 12. Jahrhundert. Bis 2008 war das Gebäude Sitz des Kreistags.

## Geschichte

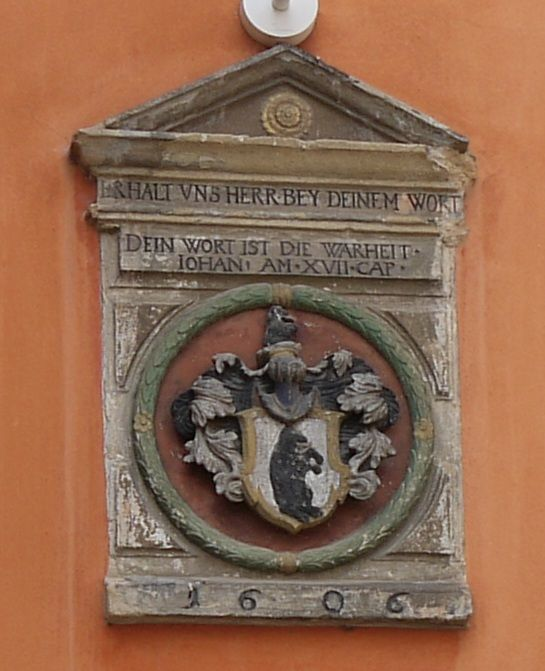
Bärenwappen

Das Haupthaus stammt im Kern aus dem 15. Jahrhundert und wurde stark im 19. Jahrhundert überformt, weitere Nebenteile wurden im 19. Jahrhundert und in der ersten Hälfte des 20. Jahrhunderts angebaut. Das Grundstück in der heutigen Form ist Ergebnis mehrerer Zusammenlegungen und Teilungen mit angrenzenden Grundstücken. Im 16. Jahrhundert standen zwei nicht zusammengehörige Gebäude auf dem Gelände der Straße namens Freiheit mit den Hausnummern 10 und 11.
Bewohnt wurde das Haus u. a. vom stiftischen Medicus, später vom Kantor von St. Afra, gefolgt von Heinrich Schleinitz auf Ragwitz. Danach kam es zu einer Vielzahl von Eigentümerwechseln.
1606 kaufte Albrecht von Bernstein zu Polenz das Haus und versah es mit dem heute noch erhaltenen Bären-Wappen.

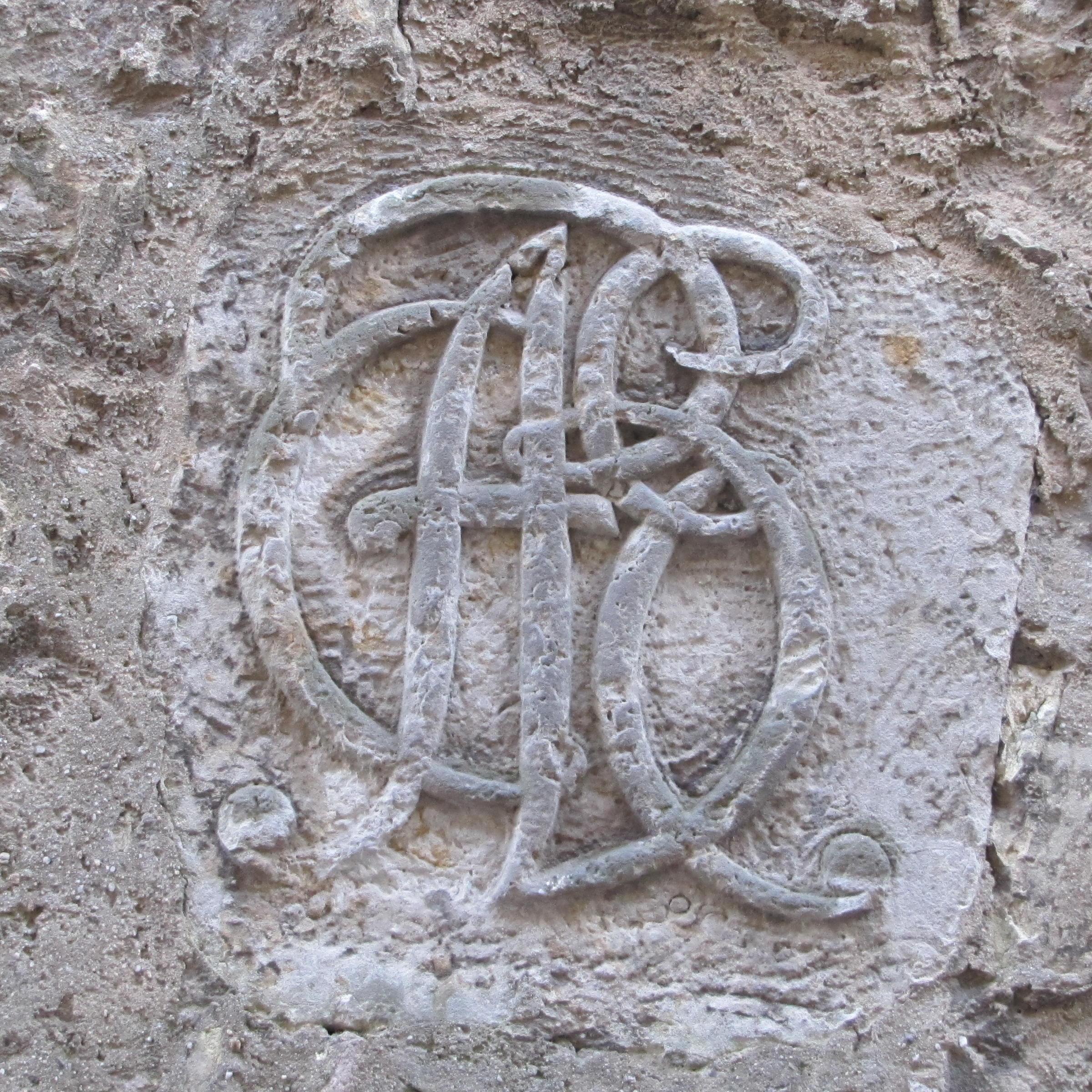
Buchstabenstein

Eine Besonderheit stellt der Meißner Buchstabenstein dar, der heute an der östlichen Mauer des Anwesens eingebettet ist. Dieser soll, etwa um 1690 geschaffen, ein früherer Torstein des Domherrenhofs gewesen sein. Er zeigt ein barockes Monogramm aus den ersten vier Buchstaben des Alphabets. Der Erzählung nach ist er ein Andenken an Martin Luthers Bibelübersetzung und das von ihm dabei verwendete Meißner Kanzleideutsch.

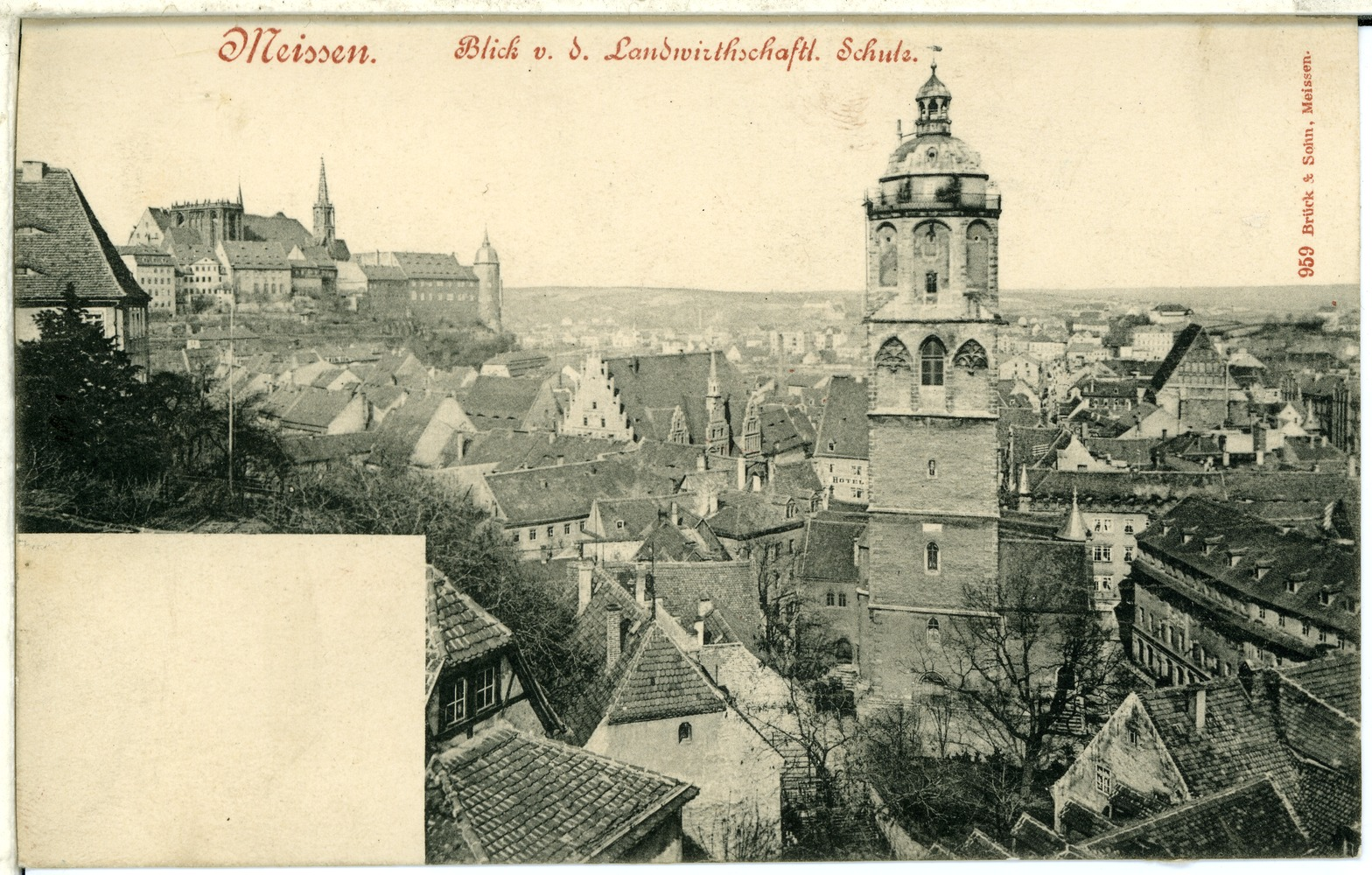
Blick von der Landwirtschaftlichen Schule auf die Frauenkirche, Stadt und den Burgberg mit der Albrechtsburg (1899)

Die letzten großen Um- und Neubauten stammen aus dem späten 19. Jahrhundert, als der Domherrenhof zur landwirtschaftlichen Schule wurde. 1882 kaufte der Ökonomierat Heinrich Adolf Steiger, der Gründer dieser Schule, den Domherrenhof und trat das Grundstück 1890 unentgeltlich an die Schule ab.

## Gegenwart
Nach der Sanierung durch einen privaten Investor (1993/94) verkaufte der Landkreis Meißen den Domherrenhof und mietete ihn langfristig (bis 2018), um ihn als Sitz des Kreistages und als Tagungszentrum zu nutzen. Im Jahr 2006 erfolgte der Rückkauf, wofür der Landkreis den Negativpreis Schleudersachse erhielt. Die zweite sächsische Kreisgebietsreform führte 2008 zur Erweiterung des Landkreises Meißen, in deren Folge das Gebäude leer stand.
Im Jahr 2012 wurde das Gebäude durch die Elbland Service- und Logistik GmbH gekauft, einer Tochter der landkreiseigenen Elblandkliniken (mit dem Landrat als Aufsichtsratsvorsitzenden). Im selben Jahr konnte es als Hotel auf Fünf-Sterne-Niveau mit Restaurant und Tagungszentrum der Elbland Akademie (ebenfalls zu den Elblandkliniken gehörend) eröffnet werden. Nach nicht einmal zehn Monaten wurde der Meißner Domherrenhof im Zuge von Sparmaßnahmen im Oktober 2013 überraschend wieder geschlossen und Ende 2014 an einen Weinböhlaer Geschäftsmann veräußert.